# الخنق (صباح)

تعديل مصدري - تعديل

الخنق هي إحدى قرى عزلة صباح بمديرية صباح التابعة لمحافظة البيضاء، بلغ تعداد سكانها 61 نسمة حسب تعداد اليمن لعام 2004.